# Monroe, Louisiana
Monroe (fra. Poste-du-Ouachita) je grad u američkoj saveznoj državi Louisiani. Grad upravo pripada okrugu Ouachita Parish.

## Stanovništvo
Prema popisu stanovništva iz 2000. godine grad je imao 53.107 stanovnika, dok je prosječna gustoća naseljenosti 715 stan./km². Na širem području grada živi 170.053 stanovnika, dok je prosječna gustoća naseljenosti 43 stan./km².
Prema rasnoj podjeli u gradu živi najviše afroamerikanaca kojih ima 61.13%, druga najbrojnija rasa su bijelci koji ima 36.78%, 

## Poznate osobe
- Paul Millsap američki je profesionalni košarkaš.
- Parker Posey, američka filmska glumica.
- Huey P. Newton, američki društveni aktivist.

## Vanjske poveznice
- Službene stranice grada